# Xã Dunnstable, Quận Clinton, Pennsylvania
Xã Dunnstable (tiếng Anh: Dunnstable Township) là một xã thuộc quận Clinton, tiểu bang Pennsylvania, Hoa Kỳ. Năm 2010, dân số của xã này là 1.008 người.